# Shirley Knight
Shirley Knight Hopkins (ur. 5 lipca 1936 w Goessel, zm. 22 kwietnia 2020 w San Marcos) – amerykańska aktorka filmowa, teatralna i telewizyjna. Dwukrotnie nominowana do Oscara. Laureatka Pucharu Volpiego dla najlepszej aktorki na 28. MFF w Wenecji za rolę w filmie Metro (1966) Anthony’ego Harveya. Wystąpiła łącznie w ponad 180 filmach fabularnych i serialach TV.

## Filmografia

### Filmy fabularne
- 1955: Piknik (niewymieniona w napisach)
- 1959: Five Gates to Hell jako siostra Maria
- 1960: Ciemność na szczycie schodów jako Reenie Flood
- 1960: Ice Palace jako 16-letnia Grace Kennedy
- 1962: Słodki ptak młodości jako Heavenly Finley
- 1962: The Couch jako Terry Ames
- 1962: House of Women jako Erica Hayden
- 1964: Lot z Ashiyi jako Caroline Gordon/Stevenson
- 1966: Przyjaciółki jako Polly
- 1966: Metro jako Lula
- 1968: Fałszywy zabójca jako Angie Peterson
- 1968: Petulia jako Polo
- 1969: Ludzie z deszczu/Deszczowi ludzie jako Natalie Ravenna
- 1971: Secrets jako Beatrice
- 1974: Britannic w niebezpieczeństwie jako Barbara Bannister
- 1979: Po tragedii Posejdona jako Hannah Meredith
- 1981: Niekończąca się miłość jako Ann Butterfield
- 1982: Nadawca jako Jerolyn
- 1983: Prisoners jako Virginia
- 1994: Barwy nocy jako Edith Niedelmeyer
- 1996: Diabolique jako Edie Danziger
- 1997: Lepiej być nie może jako Beverly Connelly
- 2001: Oczy anioła jako Elanora Davis
- 2002: Jezioro Salton jako Nancy Plummer
- 2002: Boskie sekrety siostrzanego stowarzyszenia Ya-Ya jako Necie Rose Kelleher
- 2006: Babcisynek jako Bea
- 2009: Oficer Blart jako Margaret Blart
- 2009: Prywatne życie Pippy Lee jako Dot Nadeau

### Seriale TV
- 1955: Playbill jako Julia (2 odcinki)
- 1957: Matinee Theatre (1 odcinek)
- 1958: Buckskin jako p. Newcomb (5 odcinków)
- 1958: General Electric Theater jako Abbie (1 odcinek)
- 1958−1960: Playhouse 90 jako Betty/Susy Clemens (2 odcinki)
- 1959: The Restless Gun jako Heide Ritter (1 odcinek)
- 1959: Rawhide jako Jennie Cooper (1 odcinek)
- 1959: Johnny Staccato jako Shirley Gardner Darrow (1 odcinek)
- 1959: The Texan jako Lily Atkins (2 odcinki)
- 1959−1960: Hawaiian Eye jako Lynn/Ginger Martin/Jennifer Morgan (3 odcinki)
- 1959-1961: Bronco jako Cathy Ryker/Molly Durrock (2 odcinki)
- 1960: Bourbon Street Beat jako Vera (1 odcinek)
- 1960: 77 Sunset Strip jako Mari Ellen Taylor (1 odcinek)
- 1960–1962: Surfside 6 jako Miriam/Linda Lord/Jan Coates (3 odcinki)
- 1961: Maverick jako Nancy Powers (1 odcinek)
- 1961: Lawman jako Tendis Weston (1 odcinek)
- 1961: Summer Circuit (miniserial TV - 1 odcinek)
- 1962: Target: The Corruptors jako Phyllis (1 odcinek)
- 1962: Playdate jako Ann (1 odcinek)
- 1962: Naked City jako Kathy Meigs (1 odcinek)
- 1962–1963: The United States Steel Hour (2 odcinki)
- 1962-1965: The Virginian jako Susan Morrow/Clara Malone (2 odcinki)
- 1963: Po tamtej stronie/The Outer Limits jako Noelle Anderson (1 odcinek)
- 1963: Scarlett Hill jako Alice (1 odcinek)
- 1963: Alcoa Premiere jako Hilary (1 odcinek)
- 1963: The DuPont Show of the Week jako Charmian Scott (1 odcinek)
- 1963: The Eleventh Hour jako Anne (1 odcinek)
- 1963: Arrest and Trial jako Rhoda Waggner (1 odcinek)
- 1964: Ścigany jako Janice Pruitt (1 odcinek)
- 1964: The Reporter jako Sandy, telefonistka (1 odcinek)
- 1964: The Defenders jako Bethany Windell (1 odcinek)
- 1965: Ścigany jako Mona Ross (1 odcinek)
- 1966: Ścigany jako Jane Washburn (1 odcinek)
- 1966: Bob Hope Presents the Chrysler Theatre jako Angie Peterson (1 odcinek)
- 1966: Festival jako Julie (1 odcinek)
- 1967: The Invaders jako Margaret Cook (1 odcinek)
- 1968: The Jazz Age jako Julie (1 odcinek)
- 1971: ITV Saturday Night Theatre jako Barbara (1 odcinek)
- 1972: Thirty-Minute Theatre jako Joyce (1 odcinek)
- 1972: The Bold Ones: The New Doctors jako Marci Boyle (1 odcinek)
- 1972: Alias Smith and Jones jako Amy Martin (1 odcinek)
- 1973: Ulice San Francisco jako Mary Rae Dortmunter (1 odcinek)
- 1973: Ghost Story jako Beth (1 odcinek)
- 1973: Jigsaw (1 odcinek)
- 1973: Orson Welles' Great Mysteries jako Margot Brenner (1 odcinek)
- 1974: Medical Center jako Amy Calloway (1 odcinek)
- 1974: Marcus Welby, lekarz medycyny jako Angie Ferra (1 odcinek)
- 1974: Nakia jako Faye Arnold (1 odcinek)
- 1975: The Manhunter (1 odcinek)
- 1975: Barnaby Jones jako Kay Lewiston (1 odcinek)
- 1975: The Wide World of Mystery (1 odcinek)
- 1981: Tales of the Unexpected jako Elizabeth Bourdon (1 odcinek)
- 1982: Nurse jako Sylvia Dennis (1 odcinek)
- 1984: Hammer House of Mystery and Suspense jako Ann Fairfax Denver (1 odcinek)
- 1985–1987: Spenser: For Hire jako Katie Quirk (2 odcinki)
- 1986: Tylko jedno życie jako Claire (1 odcinek)
- 1987: Billionaire Boys Club miniserial, matka Joego Hunt'a (1 część)
- 1989: McCall jako Kay (1 odcinek)
- 1989–1990: Napisała: Morderstwo jako Grace Lambert/Grace Fenton (2 odcinki)
- 1991: Prawo i porządek jako Melanie Cullen
- 1993: Prawnicy z Miasta Aniołów jako Belinda Collins
- 1995: Nowojorscy gliniarze jako Agnes Cantwell
- 1996: Cybill jako Loretta
- 1998–1999: Maggie Winters jako Estelle Winters
- 2001: Prawo i porządek: sekcja specjalna jako dr Wharton
- 2002: Ally McBeal jako Helen Apple
- 2002: Ostry dyżur jako pani Burke
- 2003: Prawo i porządek: sekcja specjalna jako Rose Granville
- 2004: Jordan w akcji jako Frances Littleton
- 2005: Dr House jako Georgia Adams
- 2005: Gotowe na wszystko jako Phyllis Van De Kamp (gościnnie, sezon 2)
- 2007: Gotowe na wszystko jako Phyllis Van De Kamp (gościnnie, sezon 4)
- 2009: Jej Szerokość Afrodyta jako Millie Carlson
- 2010: Rozpalić Cleveland jako Loretta
- 2012: Lekarz mafii jako Ann Wilson

### Filmy TV
- 1965: Mark Dolphin
- 1967: The Outsider jako Peggy Leydon
- 1969: Shadow Over Elveron jako Joanne Tregaskis
- 1971: U.S.A.
- 1972: Walk Into the Dark jako Jane
- 1973: The Lie jako Anna
- 1974: The Country Girl jako Georgie Elgin
- 1975: Friendly Persuasion jako Eliza Birdwell
- 1975: Medical Story jako Phyllis Lenahan
- 1976: Return to Earth jako Joan Aldrin
- 1976: 21 godzin w Monachium jako Anneliese Graes
- 1978: The Defection of Simas Kudirka jako Genna Kudirka
- 1979: Champions: A Love Story jako Barbara Harlich
- 1980: Playing for Time jako Maria Mandel, kierownik obozu koncentracyjnego
- 1982: Kennedy's Children jako Carla
- 1984: With Intent to Kill jako Edna Reinecker
- 1995: Dzieci prerii jako ciotka Bertha
- 1996: Gdyby ściany mogły mówić jako Mary Donnelly